# (1913) Sekanina
(1913) Sekanina (1928 SF) – planetoida z pasa głównego asteroid okrążająca Słońce w ciągu 4,89 lat w średniej odległości 2,88 j.a. Odkryta 22 września 1928 roku.